# Tavriiske, Nikopol
Tavriiske (în ucraineană Таврійське) este un sat în comuna Kirove din raionul Nikopol, regiunea Dnipropetrovsk, Ucraina.

## Demografie
Componența lingvistică a localității Tavriiske
     Ucraineană (96,28%)
     Rusă (3,35%)
     Alte limbi (0,37%)
Conform recensământului din 2001, majoritatea populației localității Tavriiske era vorbitoare de ucraineană (96,28%), existând în minoritate și vorbitori de rusă (3,35%).